# Thomas Daniel Wilson
Thomas Daniel Wilson, también conocido como Tom Wilson, (Shincliffe Station, Durham, 1935) es un bibliotecario, documentalista e informatólogo inglés pionero en el estudio del comportamiento informacional, y autor de un modelo de búsqueda y recuperación de información que lleva su nombre.

## Biografía
Thomas Daniel Wilson nació en Shincliffe Station en el Condado de Durham (Reino Unido). En 1951 abandona la escuela para empezar a trabajar biblioteca del Condado de Durham hasta 1956, año en que cumple el servicio militar en la Real Fuerza Aérea. En 1959, regresa al mundo de las bibliotecas formándose en Newcastle como bibliotecario y examinándose por la antigua Library Association. Sin embargo, no vuelve a las bibliotecas públicas sino que ingresa en el Centro de Investigaciones Nucleares de la C.A. Parsons and Company para trabajar como bibliotecario especializado (o documentalista) en una biblioteca de laboratorio (o centro de documentación), en el que comienza a interesarse por la Tecnología de la información.
En 1961, y paralelamente a su trabajo en C.A. Parsons and Company, comienza a impartir clases de biblioteconomía en Newcastle y participó en la creación de los estudios universitarios en Documentación en dicho centro. Trabajó allí hasta 1972 en que ficha por la escuela de Biblioteconomía y Ciencia de la Información de la Universidad de Sheffield, centro al que ya estaría vinculado durante toda su vida laboral. 
Además, completó sus estudios universitarios en economía y sociología en la Universidad de Londres, y ha sido profesor visitante en otros centros como la universidades de Leeds, Boras u Oporto.

## Obra académica
Wilson trabajó en la implantación de las nuevas tecnologías de la información en las oficinas, en diseñar sistemas de información o en evaluar servicios documentales. Pero sobre todo, investigó sobre cómo los usuarios buscan información, llegando a plantear varios modelos.

### Modelo de 1981
En este modelo, estableció un conjunto de causas o factores que producen una necesidad de información, dando importancia tanto a los obstáculos que le impidan al usuario lograr su objetivo, como teniendo en cuenta el contexto en el que este proceso de búsqueda se desarrolla.

### Modelo de 1996
Redefinió su modelo al tomar en cuenta algunos elementos de otras modelizaciones propuesta por investigadores como David Ellis o Carol Kuhlthau, así como enfatizar las necesidades afectivas, cognitivas y fisiológicas en el momento de la toma de decisiones.

### Concepto de Incertidumbre
A lo largo de su carrera, Tom Wilson estudió la incidencia de la incertidumbre en un proceso de búsqueda en un contexto de recuperación de información. Llegó a la conclusión de que no hay grandes diferencias en los niveles de incertidumbre mostrados en las diversas etapas que conforman un proceso de búsqueda de información, mientras que el dominio o control de la incertidumbre está relacionado tanto con el estrés como por las estructuras de información con tradición bibliotecaria: en aquellos países con raigambre bibliotecaria, los usuarios logran reducir sus niveles de incertidumbre informacional.

## Premios
Thomas Daniel Wilson ha sido premiado con numerosos premios, entre ellos el Premio ASIST al Mérito Académico otorgado en el año 2017 por la Association for Information Science and Technology.
También ha sido nombrado doctor honoris causa en varios centros como la Universidad de Murcia.